# Иван Хариев
Иван Георгиев Хариев (Доктора) е български лекар, партизанин и офицер, генерал-лейтенант от медицинската служба, заслужил лекар (1979)
.

## Биография
Иван Хариев е роден 11 август 1919 г. в град Сливен. Произхожда от семейство на бежанци от Лозенград. От 1933 г. е член на РМС, а от 1942 г. на БРП (к). Средното си образование завършва в гимназията родния си град. Между 1938 и 1939 г. учи медицина в Прага, след което се завръща в България. Там е член на БОНСС. Записва се да учи в медицинския факултет на Софийския университет. Там е арестуван през 1943 г. за комунистически изказвания. Освободен поради липса на доказателства. Отделно от това е отговорник за разпространяване на комунистически материали за факултета и за Горни Лозенец. През 1944 г. се дипломира като лекар в София.
Участва в Съпротивителното движение по време на Втората световна война. В периода 1942 – 1944 г. е сътрудник на военната комисия при Областния комитет на БРП (к) в София. Преминава в нелегалност и от 3 юли 1943 е партизанин Партизанска бригада „Чавдар“ (София). Лекар на бригадата, а от май 1944 г. е комисар на първи батальон. През септември 1943 г. е осъден задочно на смърт. На 22 септември 1944 година е определен за помощник-командир на първи пехотен софийски полк. На 30 октомври 1944 е ранен в боя при Дубочица. От декември 1944 до декември 1945 г. е помощник-командир на първа софийска дивизионна област. След това до август 1946 г. е заместник армейски лекар на първа армия в София. В периода август 1946-август 1947 г. е ординатор в 3-о вътрешно отделение на централния военен госпитал. От август до октомври 1947 г. е дивизионен лекар на първа пехотна гвардейска дивизия.
От октомври 1947 г. е дивизионен лекар на първа танкова дивизия в Казанлък. Остава на този пост до март 1948 г. През март 1948 г. е назначен за началник на Медицинската служба на Военновъздушните сили в София до декември същата година. През 1949 г. започва да учи авиационна медицина и физиология на военния труд във Военномедицинската академия „С.М.Киров“ в Санкт Петербург. Завършва през 1951 г. От 1952 до 1958 г. е началник на медицинската служба на Българската народна армия. През 1954 г. основава Научноизследователския авиомедицински институт (АМНИИ) към Военновъздушните сили. През 1959 г. напуска армията и работи като ординатор в Института за специализация и усъвършенстване на лекари (ИСУЛ). Остава там до 1961 г. През 1961 г. е определен за началник на Медицинската служба на Доброволната организация за съдействие на отбраната (ДОСО). Същата година специализира диабетология в Германия (1961 – 1964). През 1964 г. отново постъпва в армията и е назначен за началник на Медицинската служба на Противовъздушната отбрана и Военновъздушните сили (1964 – 1967). От 1964 г. е доцент. Генерал-майор от 1969 г. От 1980 г. е генерал-лейтенант. Между 1967 и 1972 г. е началник на Катедра „Организация и тактика на медицинската служба“ във ВВМИ. В периода 1967 – 1973 г. ръководи Военномедицинската академия. Излиза в запаса през 1973 г. От 8 юли 1972 до 1 февруари 1977 г. е председател на Съюза на тракийските дружества в България. Между 1973 и 1976 г. е заместник-председател на Комитета за отдих и туризъм. В същото време е директор на Института по биомеханика при БАН. Заместник-председател на Общонародния комитет за защита на природата и председател на Комитета по здравеопазването при Националния съвет на Отечествения фронт. В периода май 1973-октомври 1986 г. е заместник-министър.
Автор на мемоарната книга „Недовършен разговор. Спомени на партизанския лекар“, С, ВИ, 1982. Награждаван е с орден „За храброст“, IV степен, 2 клас и съветския орден „Червена звезда“, два ордена „Георги Димитров“ (1979, 1989)

## Военни звания
- Капитан (септември 1944)
- Генерал-майор (30 август 1969)
- Генерал-лейтенант (1980)